# دره مارون
دره مارون، نام روستای خوش آب‌وهوایی است در ۳۵ کیلومتری شیراز که محل اسکان جمعی از عشایر قشقایی از طایفه کشکولی بزرگ و تیره ابیوردی (بولوردی) می‌باشد. در میان خود بولوردی‌ها مردمان دره مارون به گردانی‌ها معروفند.

## تاریخچه
دره مارونی نام روستایی است در بخش ارژن از توابع روستای پسکوهک که بر خلاف پسکوهک که تاریخ چند صد ساله دارد بعد از اصلاحات ارضی و واگذاری زمین به عشایر کوچ رو( به همت مرحوم قریب شاه کشاورز صاحب زمین شدند) بنیان نهاده شد!. به نقل از کتاب وقایع اتفاقیه اثر سعیدی سیرجانی که وقایع سال‌های ۱۲۹۱ تا ۱۳۲۱ را ثبت کرده: «نواب جلال الدوله و صاحب دیوان قصد دارند به پسکوهک در پنج فرسخی شیراز بروند و ماه رمضان را هم آنجا بمانند.»

## زبان و دین
گردانی‌ها به زبان ترکی قشقایی صحبت میکنند و دارای لهجه مخصوص به خود هستند. و دین آنان اسلام و درای مذهب شیعه ۱۲ امامی میباشند.

## طبیعت دره مارون
منطقه ییلاقی درمارون چشم انداز طبیعی زیبایی دارد و چشمه سارهای زیادی از آن جاری است. این منطقه از انبوهی از درختان سرسبز پوشیده بود که در چند سال اخیر به دلیل کم شده چرای دام در منطقه دوباره چهره زیبای خود را احیاء کرده‌است. درسالهای قبل به دلیل جریان آب چشمه‌های پر آب در جوی‌های سنتی یک نوع اکوسیستم زیبا و متنوع در این دره موجود بود ولی به دلیل گسترش باغات سیب و استفاده از سموم دفع افات نباتی و همچنین لوله کشی باغات از چشمه اصلی، این اکوسیستم به هم خورده وتا حدودی نابود شده‌ است.

## وجه تسمیه شهرت اژدهاکش و اژدری
مثل برخی از افراد تیره «بلوردی»، شهرت (نام خانوادگی) مردم این روستا نیز «اژدهاکش» و «اژدری» است. 
اژدها که به صورت‌هایی دیگر چون «اژدر»، «اژدرها» و «اژدهات» هم گفته می شود، به معنی «ماری است افسانه‌ای و بزرگ، با دهان فراخ و گشاد.» در داستان‌های پهلوانی و اساطیری ایران از گرشاسپ و رستم به عنوان پهلوانان اژدهاکش نام برده شده‌است.
وجه تسمیه این شهرت (فامیل) به پدر جد این طایفه باز میگردد. در زمان‌های کهن مردم که از قشلاق به ییلاق و برعکس کوچ میکردند. به دلیل وجود منطقه جنگلی در مسیر راه کوچ هر سال در نقطه‌ای از مسیر اژدهایی بزرگ (مار بوآ) به کمین می‌نشست و تعدادی از دام‌ها یا حتی آدمی‌زاد را شکار میکرد و میکشت و میخورد. حسین پدر جد مردم طایفه بلوردی که مرد شجاع و دلیری بوده از این وضع ناراحت شده و تصمیم میگیرد که هر طور شده این اژدها را از بین ببرد. حسین، علی‌رغم هشدار اقوام در وقت کوچ ایل یک عدد تبر و یک تخته نمد با خود برمی‌دارد و به محل احتمالی دیدار اژدها میرود. نمد را بدور خود پیچانده و خود را به خواب میزند. اژدها که بوی آدمیزاد به مشامش میخورد پیدایش می‌شود و با ولع تمام از یک طرف نمد شروع به بلعیدن میکند. مقداری که طول میکشد نمد در دهان اژدها گیر می‌کند و حسین از سوی دیگر بیرون می‌رود و با تبر خود اژدها را تکه‌تکه می‌کند و مردم را از کشتن اژدها آگاه میکند. مردم هم که کشته‌شدن اژدها را می‌بینند بر او آفرین گفته و به او لقب «حسین قره تبر اژدهاکش» میدهند. قصه حسین قره تبر اژدهاکش زبان به زبان از گذشته بازگو شده‌است. در زمان صدور شناسنامه برای این مردم شهرت اژدهاکش و اژدری برگزیده شده‌است. پژوهش‌نامه ایل قشقایی می‌نویسد: «متأسفانه عده‌ای از بلوردی‌ها به دلیل عدم آگاهی از وجه تسمیه این شهرت زیبا و با معنی نسبت به تغییر شهرت خود اقدام کرده‌اند که جای تاسف دارد. این شهرت نشانه دلاوری و جرات وقهرمانی وایثار برای نجات ایل است.»